# Paradrina distincta
Paradrina distincta là một loài bướm đêm trong họ Noctuidae.